# Aetanthus colombianus
Aetanthus colombianus là một loài thực vật có hoa trong họ Loranthaceae. Loài này được A.C.Sm. mô tả khoa học đầu tiên năm 1932.